# Liste der Wappen im Oberbergischen Kreis
Diese Liste beinhaltet alle in der Wikipedia gelisteten Wappen des Oberbergischen Kreises in Nordrhein-Westfalen, inklusive historischer Wappen. Alle Städte, Gemeinden und Kreise in Nordrhein-Westfalen führen ein Wappen. Sie sind über die Navigationsleiste am Ende der Seite erreichbar.

## Oberbergischer Kreis

Wappen des Oberbergischen Kreises[1]
Der Oberbergische Kreis in Nordrhein-Westfalen

## Wappen der Städte und Gemeinden

Stadt Bergneustadt[2]
Gemeinde Engelskirchen[3]
Kreisstadt Gummersbach[4]
Stadt Hückeswagen[5]
Gemeinde Lindlar[6]
Gemeinde Marienheide[7]
Gemeinde Morsbach[8]
Gemeinde Nümbrecht[9]
Stadt Radevormwald[10]
Gemeinde Reichshof[11]
Stadt Waldbröl[12]
Stadt Wiehl[13]
Stadt Wipperfürth[14]

## Wappen ehemals selbstständiger Gemeinden

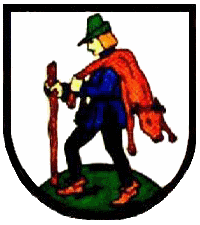
Ortsteil Lieberhausen der Stadt Gummersbach
Ortsteil Ründeroth der Gemeinde Engelskirchen (Details)

## Blasonierungen
1. ↑  Oberbergischer Kreis: „Das Wappen des Kreises zeigt unter dem goldenen (gelben) Schildhaupt einen in drei Reihen in Rot und Silber (Weiß) geschachten Balken gespalten von Rot nach Silber (Weiß). Vorne eine silberne (weiße) Burg mit einem hohen dreifenstrigen linken und einem niedrigeren zweifenstrigen rechten Zinnenturm, ein spitzgiebeliges Haus mit offen rotem Tor und schwarzem Giebelfenster flankierend. Hinten ein zweigeschwänzter blau bekrönter, blau bezungter und blau bewehrter roter Löwe.“ (Hauptsatzung des Oberbergischen Kreises in der Fassung vom 12. November 2009, § 2 Absatz 1)
2. ↑  Bergneustadt: „Das Wappen zeigt auf quergeteiltem Schild im oberen Feld einen zweireihigen Schachbalken in Silber (Weiß) und Rot auf goldenem (gelbem) Grund, im unteren roten Feld einen doppelt – gezinnten silbernen (weißen) Querbalken. Das Wappen wird von einer dreitürmigen Mauerkrone mit Tor geziert.“ (Hauptsatzung der Stadt Bergneustadt in der Fassung vom 24. September 2012 (Memento des Originals vom 1. Februar 2014 im Internet Archive)  Info: Der Archivlink wurde automatisch eingesetzt und noch nicht geprüft. Bitte prüfe Original- und Archivlink gemäß Anleitung und entferne dann diesen Hinweis. (PDF-Datei; 30 kB), § 2 Absatz 2)
3. ↑  Engelskirchen: „Geteilt; oben in Silber (Weiß) ein wachsender, blaubewehrter, bezungter und bekrönter, zwiegeschwänzter roter Löwe; unten von Silber (Weiß) und Rot in 3 Reihen zu 6 Plätzen geschacht.“ (Hauptsatzung der Gemeinde Engelskirchen in der Fassung vom 13. Oktober 2011 (Memento des Originals vom 4. Februar 2014 im Internet Archive)  Info: Der Archivlink wurde automatisch eingesetzt und noch nicht geprüft. Bitte prüfe Original- und Archivlink gemäß Anleitung und entferne dann diesen Hinweis. (PDF-Datei; 26 kB), § 1 Absatz 1)
4. ↑  Gummersbach: „Das Wappen zeigt unter einer dreizinnigen Mauerkrone mit geschlossenem Tor einen auf der Spitze stehenden Dreieckschild, der durch eine senkrechte Linie in zwei Felder geteilt ist. Im heraldisch linken Feld liegen auf Goldgrund (Gelb) drei rot-weiß geschachte Balken übereinander, im rechten Feld auf blauem Grund eine silbergraue (weiße) Spindel mit abgewickeltem Fadenstück.“ (Hauptsatzung der Stadt Gummersbach in der Fassung vom 3. März 2008 (Memento des Originals vom 2. Februar 2014 im Internet Archive)  Info: Der Archivlink wurde automatisch eingesetzt und noch nicht geprüft. Bitte prüfe Original- und Archivlink gemäß Anleitung und entferne dann diesen Hinweis. (PDF-Datei; 73 kB), § 2 Absatz 2)
5. ↑  Hückeswagen: „Das Stadtwappen, genehmigt lt. Urkunde vom 22. August 1892, zeigt in dem waagerecht gestellten geteilten dreieckigen Schild oben den halbierten nach links springenden limburgisch-bergischen Löwen in rot auf silbernem (weißem) Grund; unten im schwarzen Felde das silberne (weiße) Weberschiffchen mit heraushängendem silbernen (weißen) Faden. Den Schild krönt eine rote Mauer mit dem Toreingang und drei Mauertürmen.“ (Hauptsatzung der Stadt Hückeswagen in der Fassung vom 21. März 2012 (PDF-Datei; 137 kB), § 4 Absatz 1)
6. ↑  Lindlar: „Das Gemeindewappen zeigt in einem Barockschild im oberen silbernen (weißen) Felde den roten, blaubewehrten, wachsenden Bergischen Löwen, im unteren schwarzen Felde eine goldene (gelbe) Waage als Symbol der Gerechtigkeit.“ (Hauptsatzung der Gemeinde Lindlar in der Fassung vom 29. März 2011 (Memento des Originals vom 1. Februar 2014 im Internet Archive)  Info: Der Archivlink wurde automatisch eingesetzt und noch nicht geprüft. Bitte prüfe Original- und Archivlink gemäß Anleitung und entferne dann diesen Hinweis. (PDF-Datei; 52 kB), § 2 Absatz 1)
7. ↑  Marienheide: „n der oberen Hälfte befinden sich auf rotem Grund zwei gekreuzte, silberne (weiße) Rodehacken mit goldenen (gelben) Stielen, darüber eine fünfblätterige, silberne (weiße) Rose mit grünen Kelchblättern und goldenem (gelbem) Blütenstand. Die untere Hälfte ziert auf silbernem (weißen) Grund ein abgewandelter bergischer Löwe, blaubewehrt, doppelgeschwänzt, rot, mit erhobener rechter Pranke, zum Unterschied vom Wappen von Berg schreitend ohne Krone.“ (Hauptsatzung der Gemeinde Marienheide in der Fassung vom 15. November 1999 (Memento des Originals vom 1. Februar 2014 im Internet Archive)  Info: Der Archivlink wurde automatisch eingesetzt und noch nicht geprüft. Bitte prüfe Original- und Archivlink gemäß Anleitung und entferne dann diesen Hinweis. (PDF-Datei; 49 kB), § 2 Absatz 1)
8. ↑  Morsbach: „Das Wappen zeigt in dem oberen Feld des geteilten Schildes auf silbernem (weißem) Untergrund einen schreitenden rotbraunen bergischen Löwen mit blauer Krone, blauen Krallen und blauer Zunge, in dem unteren Feld auf mittelblauem Untergrund einen silbernen Bachlauf mit schwarzen Strichen in den Biegungen und drei schwarzen Moorkolben mit je zwei grünen Blättern und grünem Stängel.“ (Hauptsatzung der Gemeinde Morsbach in der Fassung vom 15. Dezember 2009 (Memento des Originals vom 2. Februar 2014 im Internet Archive)  Info: Der Archivlink wurde automatisch eingesetzt und noch nicht geprüft. Bitte prüfe Original- und Archivlink gemäß Anleitung und entferne dann diesen Hinweis. (PDF-Datei; 1,3 MB), § 2 Absatz 1)
9. ↑  Nümbrecht: „Das Wappen enthält das älteste – ursprüngliche – Wappen der früheren Herrschaft Homburg mit den beiden Türmen auf rotem Grund und dem Tor mit spitzem Giebel und Fallgatter. Dazu kommt ein Wappenschild. Dies wiederum enthält auf zwei Feldern mit rotem Grund den Homburger Löwen und zwei weitere Felder mit schwarzen Balken auf silbernem Grund.“ (Hauptsatzung der Gemeinde Nümbrecht in der Fassung vom 6. November 2009 (Memento des Originals vom 30. März 2012 im Internet Archive)  Info: Der Archivlink wurde automatisch eingesetzt und noch nicht geprüft. Bitte prüfe Original- und Archivlink gemäß Anleitung und entferne dann diesen Hinweis. (PDF-Datei; 63 kB), § 2 Absatz 1)
10. ↑  Radevormwald: „Das Wappen der Stadt stellt den roten, blau gekrönten und bewehrten bergischen Löwen dar, der in der rechten Vorderpranke einen goldenen Schlüssel hält.“ (Hauptsatzung der Stadt Radevormwald in der Fassung vom 27. Oktober 2009 (PDF-Datei; 35 kB), § 1 Absatz 1)
11. ↑  Reichshof: „Das Wappen ist geteilt. Oben ist in Schwarz ein wachsender rotgeschnäbelter goldener (gelber) Adler; unten in Silber (weiß) ein schreitender, silbern- (weiß)-bewehrter roter Löwe.“ (Hauptsatzung der Gemeinde Reichshof in der Fassung vom 20. Juli 2010 (Memento des Originals vom 26. Februar 2013 im Internet Archive)  Info: Der Archivlink wurde automatisch eingesetzt und noch nicht geprüft. Bitte prüfe Original- und Archivlink gemäß Anleitung und entferne dann diesen Hinweis. (PDF-Datei; 447 kB), § 2 Absatz 1)
12. ↑  Waldbröl: „Das Wappen zeigt in goldenem (gelbem) Feld auf grünem Boden, durch den ein silberner (weißer) Bach fließt, einen schwarzen Eichbaum mit grünen Blättern und Früchten. Rechts neben dem Baum ist ein silbernes (weißes) Schildchen mit einer gestürzten blauen Pflugschar, links ein silbernes (weißes) Schildchen mit einem roten doppelt geschwänzten blau bewährten und gekrönten Löwen.“ (Hauptsatzung der Stadt Waldbröl in der Fassung vom . Februar 2011 (Seite nicht mehr abrufbar, festgestellt im April 2019. Suche in Webarchiven)  Info: Der Link wurde automatisch als defekt markiert. Bitte prüfe den Link gemäß Anleitung und entferne dann diesen Hinweis. (PDF-Datei; 67 kB), § 2 Absatz 1 und 2)
13. ↑  Wiehl: „Es zeigt in rot eine silberne (weiße) Torburg mit einem hohen, dreifenstrigen Zinnenturm auf der linken und einem niedrigen, zweifenstrigen Zinnenturm mit blauer Kuppel auf der rechten Seite. Das spitzgieblige Torhaus trägt ein Fenster über roter, mit goldenem (gelbem) Fallgitter ausgefüllter Toröffnung. Über dem niedrigen Turm schwebt ein silbernes (weißes) Malteserkreuz.“ (Hauptsatzung der Stadt Wiehl in der Fassung vom 28. Oktober 2009 (PDF-Datei; 42 kB), § 4 Absatz 2)
14. ↑  Wipperfürth: „In Blau über beiderseits ansteigender silberner (weißer) Zinnenmauer mit einem dreizinnigen Torturm und geschlossenem schwarzen Tor schwebend eine dreitürmige silberne (weiße) Kirche in Seitenansicht; darüber ein silberner (weißer) Schild, darin ein zweigeschwänzter, blau bekrönter, -bewehrter und -bezungter roter Löwe, oben überdeckt mit einem vierlätzigen schwarzen Turnierkragen.“ (Hauptsatzung der Hansestadt Wipperfürth in der Fassung vom 8. Oktober 1999 (Memento des Originals vom 1. Februar 2014 im Internet Archive)  Info: Der Archivlink wurde automatisch eingesetzt und noch nicht geprüft. Bitte prüfe Original- und Archivlink gemäß Anleitung und entferne dann diesen Hinweis. (PDF-Datei; 75 kB), § 2 Absatz 1)